# Resta vile maschio, dove vai?
Resta vile maschio, dove vai? è il quinto album del cantautore italiano Rino Gaetano, uscito nel 1979.
È l'unico lavoro che il cantautore incise all'estero – precisamente a Città del Messico – impiegando esclusivamente musicisti locali, alla ricerca di sonorità latino-americane. È anche l'unico suo album in studio a contenere un brano non interamente scritto da lui: il testo della title track è infatti firmato da Mogol.

## Tracce
Testi e musiche di Rino Gaetano, eccetto dove indicato.
Lato A
1. Resta vile maschio, dove vai? – 4:38 (testo: Mogol – musica: Rino Gaetano)
2. Nel letto di Lucia – 4:40
3. Grazie a Dio, grazie a te – 2:28
4. Io scriverò – 4:12

Lato B
1. Ahi Maria – 5:34
2. Ma se c'è Dio – 2:38
3. Anche questo è sud – 4:40
4. Su e giù – 2:56

## Formazione
- Rino Gaetano – voce
- Bill Poe – steel guitar
- Orlando Hernandez – batteria
- Juanito Marquez – chitarra
- Rafael California – basso
- Ray Neil Nleson – chitarra elettrica
- Antonio Hijar De Ortega – chitarra
- Luis De La Torre – tastiera
- Nelson Padron – percussioni
- Sadot Badillo Solis – vihuela
- Manuel Real Morales – tromba
- Oswaldo Vazquez Hernandez – tromba
- Victor Manuel Diaz – sax alto
- Hermanos Zavala – cori